# Malaxis
Malaxis es un género que tiene asignada unas 250 especies de orquídeas, de hábitos terrestres o epífitas. Es un género cosmopolita.

## Descripción
Se caracterizan en la actualidad entre los géneros de esta tribu, porque tienen los pseudobulbos bien marcados, aunque sean pequeños, ocultos por vainas imbricadas y con hoja  suaves, herbáceas, generalmente de color verde, grandes, con venas paralelas, y vistosas pero que, a veces, desaparece durante la floración. La larga inflorescencia es delgada,  con flores dispuestas en umbelas.
Las flores son muy pequeñas, frágiles, carnosas, invertir, el labelo está tumbado en la columna. Los pétalos, curvados hacia atrás, son mucho más estrechos que los sépalos.

## Distribución y hábitat
Es un género tropical que comprende más de 400 especies de hierbas de hábitos terrestres o epífitas, que se encuentran en campos y bosques secundarios. La gran mayoría de las especies habitan en  Oceanía, África y Asia, sólo alrededor de diez especies son nativas de Brasil, por lo general en los bosques secos y oscuros sobre los desechos de las plantas.

## Evolución, filogenia y taxonomía
El género fue propuesto por Peter Olof Swartz sobre el material de Daniel Solander, publicado en Nova Genera et Species Plantarum seu Prodromus 8, 119, en 1788. Se caracteriza por su especie tipo Malaxis spicata Sw., Designado por  N. L. Britton y A. Marrón en Illinois Fl. N.U.S. ed. 2. 1: 570 en el año 1913.  
Como el género Liparis, este género también necesita una mejor definición, se espera una nueva división en breve. Varios géneros fueron propuestos recientemente para su reorganización, sin embargo, traemos aquí el género como hasta ahora se ha caracterizado, ya que una clasificación exacta  es todavía algo confuso y sujeto a controversia.
Como el género Liparis, este género también necesita una mejor definición, se espera una nueva división en breve. Varios géneros fueron propuestos recientemente para su reorganización, sin embargo, traemos aquí el género como hasta ahora se ha caracterizado, ya que una clasificación exacta  es todavía algo confuso y sujeto a controversia.

### Etimología
El nombre del género proviene del griego malaxis, (delicado, suave), refiriéndose a la apariencia de las hojas de este tipo.

## Especies seleccionadas
- Malaxis abieticola
- Malaxis bayardii
- Malaxis corymbosa
- Malaxis monophyllos
- Malaxis paludosa
- Malaxis pollardii
- Malaxis porphyrea
- Malaxis soulei
- Malaxis spicata
- Malaxis unifolia
- Malaxis wendtii